# Засьцене
Засьцене (пол. Zaścienie) — село в Польщі, у гміні Домбрувка Воломінського повіту Мазовецького воєводства.
Населення — 236 осіб (2011).
У 1975-1998 роках село належало до Остроленцького воєводства.

## Демографія
Демографічна структура станом на 31 березня 2011 року:
|          | Загалом | Допрацездатний вік | Працездатний вік | Постпрацездатний вік |
| -------- | ------- | ------------------ | ---------------- | -------------------- |
| Чоловіки | 113     | 26                 | 72               | 15                   |
| Жінки    | 123     | 27                 | 73               | 23                   |
| Разом    | 236     | 53                 | 145              | 38                   |